# CFR 43 sorozat
A CFR 43 sorozat egy román Bo'Bo' tengelyelrendezésű 25 kV 50 Hz AC áramrendszerű villamosmozdony-sorozat. Összesen 40 db-ot gyártott belőle az egykori  jugoszláv RadeKoncar 1973-ban. A CFR Călători üzemelteti.